# Sävblomflugor
Sävblomflugor (Lejops) är ett släkte av tvåvingar som beskrevs av Camillo Rondani 1857. Sävblomflugor ingår i familjen blomflugor.

## Bildgalleri

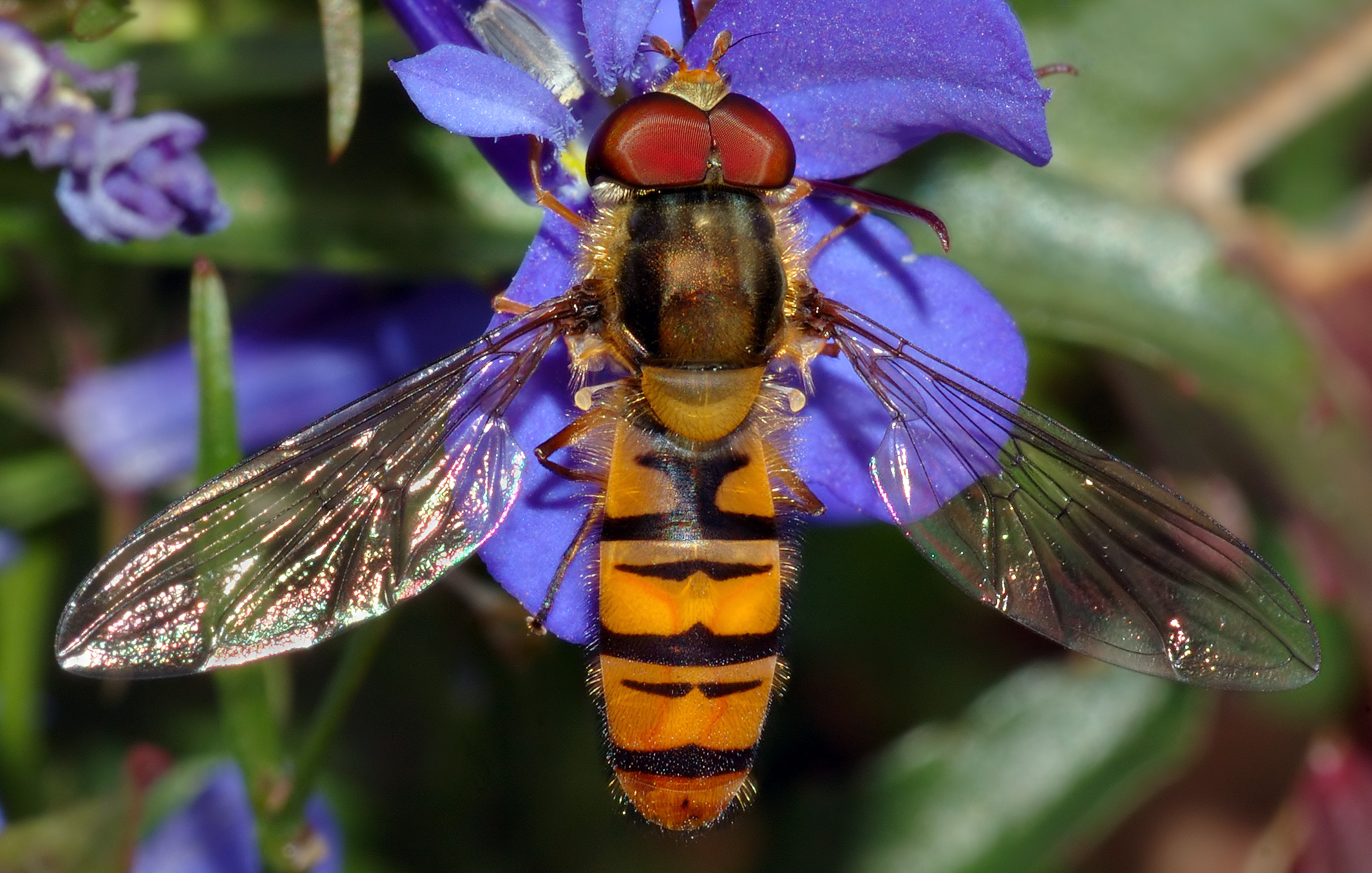

## Dottertaxa till sävblomflugor, i alfabetisk ordning[1][2]
- Lejops annulipes
- Lejops arquatus
- Lejops barbiellinii
- Lejops bilinearis
- Lejops chrysostomus
- Lejops contracta
- Lejops cooleyi
- Lejops curvipes
- Lejops distinctus
- Lejops femorata
- Lejops grisescens
- Lejops interpunctus
- Lejops inudatus
- Lejops japonica
- Lejops katonae
- Lejops lineatus
- Lejops lunulatus
- Lejops mexicanus
- Lejops nasutus
- Lejops oblongus
- Lejops perfidiosus
- Lejops pilosus
- Lejops polygrammus
- Lejops pygmaeus
- Lejops rhinosus
- Lejops smirnovi
- Lejops subtransfugus
- Lejops transfugus
- Lejops willingii
- Lejops vittatus